# Mélissa Le Nevé
Mélissa Le Nevé (* 8. července 1989 Cestas) je francouzská reprezentantka ve sportovním lezení, vítězka Melloblocca a mistryně Francie v boulderingu.

## Výkony a ocenění
- 2014: vítězka Melloblocca a finalistka mistrovství světa v boulderingu
- 2014: první ženský přelez cesty Action Directe, 9a
- 2010-2016: dvojnásobná mistryně Francie, celkem šest medailí
- 2016: nominace na Světové hry 2017 v polské Vratislavi za třetí místo v celkovém hodnocení SP 2016, neúčastnila se

### Skalní lezení
- 2014: Wallstreet, 8c, Frankenjura, Německo

### Závodní výsledky
| Arco Rock Master | Arco Rock Master |
| Rok              | 2010*            |
| ---------------- | ---------------- |
| Bouldering       | 9                |

* poznámka: v roce 2010 byla rozšířená nominace jako příprava na MS 2011
| Melloblocco | Melloblocco |
| Rok         | 2014        |
| ----------- | ----------- |
| Bouldering  | 1           |

| Mistrovství světa | Mistrovství světa | Mistrovství světa | Mistrovství světa | Mistrovství světa | Mistrovství světa |
| Rok               | 2009              | 2011              | 2012              | 2014              | 2016              |
| ----------------- | ----------------- | ----------------- | ----------------- | ----------------- | ----------------- |
| Bouldering        | 15                | 7-8               | 11                | 5                 | 18                |

| Světový pohár       | Světový pohár | Světový pohár | Světový pohár    | Světový pohár                                                             | Světový pohár    | Světový pohár    | Světový pohár | Světový pohár | Světový pohár |
| Rok                 | 2008          | 2009          | 2010             | 2011                                                                      | 2012             | 2013             | 2014          | 2015          | 2016          |
| ------------------- | ------------- | ------------- | ---------------- | ------------------------------------------------------------------------- | ---------------- | ---------------- | ------------- | ------------- | ------------- |
| Lezení na obtížnost | 32-33         | 23            | —                | 49-52                                                                     | —                | —                | —             | —             | —             |
| jednotlivě*         | ,22,22,26,    | ,19,12,       | —                | ,16,                                                                      | —                | —                | —             | —             | —             |
|                     |               |               |                  |                                                                           |                  |                  |               |               |               |
| Bouldering          | 36            | 12            | 7                | 4                                                                         | 6-7              | 8                | 17            | 10            | 3             |
| jednotlivě* (0/4/5) | x             | x             | Bronzová medaile | Stříbrná medaile · Bronzová medaile · Bronzová medaile · Bronzová medaile | Bronzová medaile | Stříbrná medaile | x             | x             | 4,4,8,4,7,    |
|                     |               |               |                  |                                                                           |                  |                  |               |               |               |
| Kombinace           | 27            | 12            | —                | 4                                                                         | —                | —                | —             | —             | —             |

* poznámka: nalevo jsou poslední závody v roce
| Mistrovství Evropy  | Mistrovství Evropy | Mistrovství Evropy | Mistrovství Evropy | Mistrovství Evropy |
| Rok                 | 2008               | 2010               | 2013               | 2015               |
| ------------------- | ------------------ | ------------------ | ------------------ | ------------------ |
| Lezení na obtížnost | 24-27              | —                  | —                  | —                  |
| Bouldering          | —                  | 5                  | 10-14              | 10                 |

| Mistrovství Francie | Mistrovství Francie | Mistrovství Francie | Mistrovství Francie | Mistrovství Francie | Mistrovství Francie | Mistrovství Francie |
| Rok                 | 2010                | 2011                | 2012                | 2013                | 2015                | 2016                |
| ------------------- | ------------------- | ------------------- | ------------------- | ------------------- | ------------------- | ------------------- |
| Bouldering          | 1                   | 3                   | 3                   | 1                   | 3                   | 2                   |